# Bess Meredyth

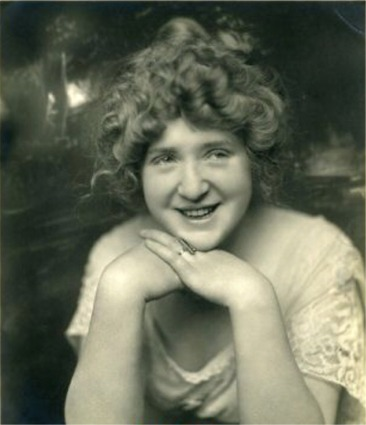
Bess Meredyth (um 1915)

Bess Meredyth (* 12. Februar 1890 in Buffalo, New York; † 13. Juli 1969 in Los Angeles, Kalifornien) war eine US-amerikanische Drehbuchautorin und Filmschauspielerin. Sie war eine der 36 Gründer der Academy of Motion Picture Arts and Sciences.

## Leben
Bess Meredyth war die Tochter eines Theatermanagers, in Jugendjahren stand sie zeitweise auf Vaudeville-Bühnen und war Organistin. 1911 kam sie zur Filmindustrie, wo sie als Schauspielerin nicht über den Status einer Statistin hinauskam, aber zugleich an ersten Drehbüchern und Filmstorys mitzuarbeiten begann. Mitte der 1910er-Jahre etablierte sie sich als Drehbuchautorin, damals neben dem Beruf des Filmeditors eine der wenigen Domänen, in denen Männer und Frauen gleichberechtigt tätig waren. In den 1920er-Jahren schrieb sie eine Reihe von Drehbüchern für MGM. In den Folgejahren stieg sie neben Frances Marion zu einer der höchstbezahlten Autorinnen in der Industrie auf. Für ihre Arbeit an den Filmen Eine schamlose Frau und Wonder of Women wurde sie 1930 jeweils für den Oscar in der Kategorie Bestes Drehbuch nominiert. Einige ihrer bekanntesten Filmdrehbücher entstanden ab 1934, als sie von Darryl F. Zanuck für seine neugegründete Produktionsfirma 20th Century Pictures engagiert wurde.
Aus ihrer Ehe mit dem Schauspieler und Regisseur Wilfred Lucas zwischen 1917 und 1927 ging ihr einziges Kind, der spätere Drehbuchautor John Meredyth Lucas, hervor. In dritter Ehe war sie von 1929 bis zu dessen Tod 1962 mit dem Regisseur Michael Curtiz verheiratet. In den 1930er-Jahren ließ der Erfolg von Meredyth bei Metro-Goldwyn-Mayer rasch nach und nach dem Tod ihres Förderers Irving Thalberg 1937 war ihre Karriere praktisch beendet. Zudem entwickelte sie in den 1930ern schwere gesundheitliche Probleme, weshalb sie längere Zeit bettlägerig war und für den Großteil ihres späteren Lebens ärztliche Betreuung benötigte. Sie blieb dem Filmgeschäft allerdings verbunden, in dem sie ihren Mann Michael Curtiz beriet und teilweise ungenannt an dessen Drehbüchern mitschrieb. Julius J. Epstein, der Drehbuchautor von Curtiz’ berühmtesten Film Casablanca, erinnerte sich Jahrzehnte später in einer Anekdote:
„Wenn wir eine Drehbuchkonferenz hatten und Mike am nächsten Tag kam, um zu kritisieren oder Vorschläge zu machen, wussten wir, dass das Ideen von Bess Meredyth waren, nicht seine, deshalb war es einfach ihm eine Falle zu stellen. Wir machten Änderungen und fragten: ‚Was denkst du, Mike?’, und er musste nach Hause gehen und Bess fragen.“

## Filmografie (Auswahl)
- 1924: Die rote Lilie (The Red Lily)
- 1926: Don Juan
- 1926: Sensation im Zirkus (The Third Degree)
- 1927: König Harlekin (The Magic Flame)
- 1927: Das Galeerenschiff (When a Man Loves)
- 1928: Eine schamlose Frau (A Woman of Affairs)
- 1928: Der Krieg im Dunkel (The Mysterious Lady)
- 1930: Our Blushing Brides
- 1930: Romanze (Romance)
- 1930: Venus auf Reisen (Chasing Rainbows)
- 1931: Strange Interlude
- 1931: Laughing Sinners
- 1933: Ein Mann geht seinen Weg (Looking Forward)
- 1934: Zirkus Barnum (The Mighty Barnum)
- 1934: Alles liebt, alles lügt (The Affairs of Cellini)
- 1934: The Iron Duke
- 1935: Metropolitan
- 1935: Folies Bergère de Paris
- 1936: Charlie Chan in der Oper (Entwicklerin der Filmstory)
- 1947: Der Unverdächtige (The Unsuspected)